# Top of the World Highway
La Top of the World Highway ou Yukon Highway 9 est une route qui relie West Dawson et Dawson City (Yukon) à l'Alaska où elle rejoint la Taylor Highway en passant notamment par le poste-frontière qui sépare le Canada des États-Unis. Elle s'étend sur une distance de 105 km.
Cette route existe depuis 1955, et constituait le seul accès vers Dawson City avant la construction de la Klondike Highway. Elle est d'ailleurs fermée en hiver.
Son nom lui vient du fait qu'elle est située en altitude, avec des vues lointaines sur les vallées de part et d'autre. C'est aussi une des routes les plus septentrionales du continent américain. 
Un traversier relie West Dawson à Dawson City l'été, tandis que les résidents traversent sur le fleuve gelé l'hiver. À l'est du fleuve Yukon, se trouve Dawson City et l'extrémité nord de la route 2. 

## Galerie

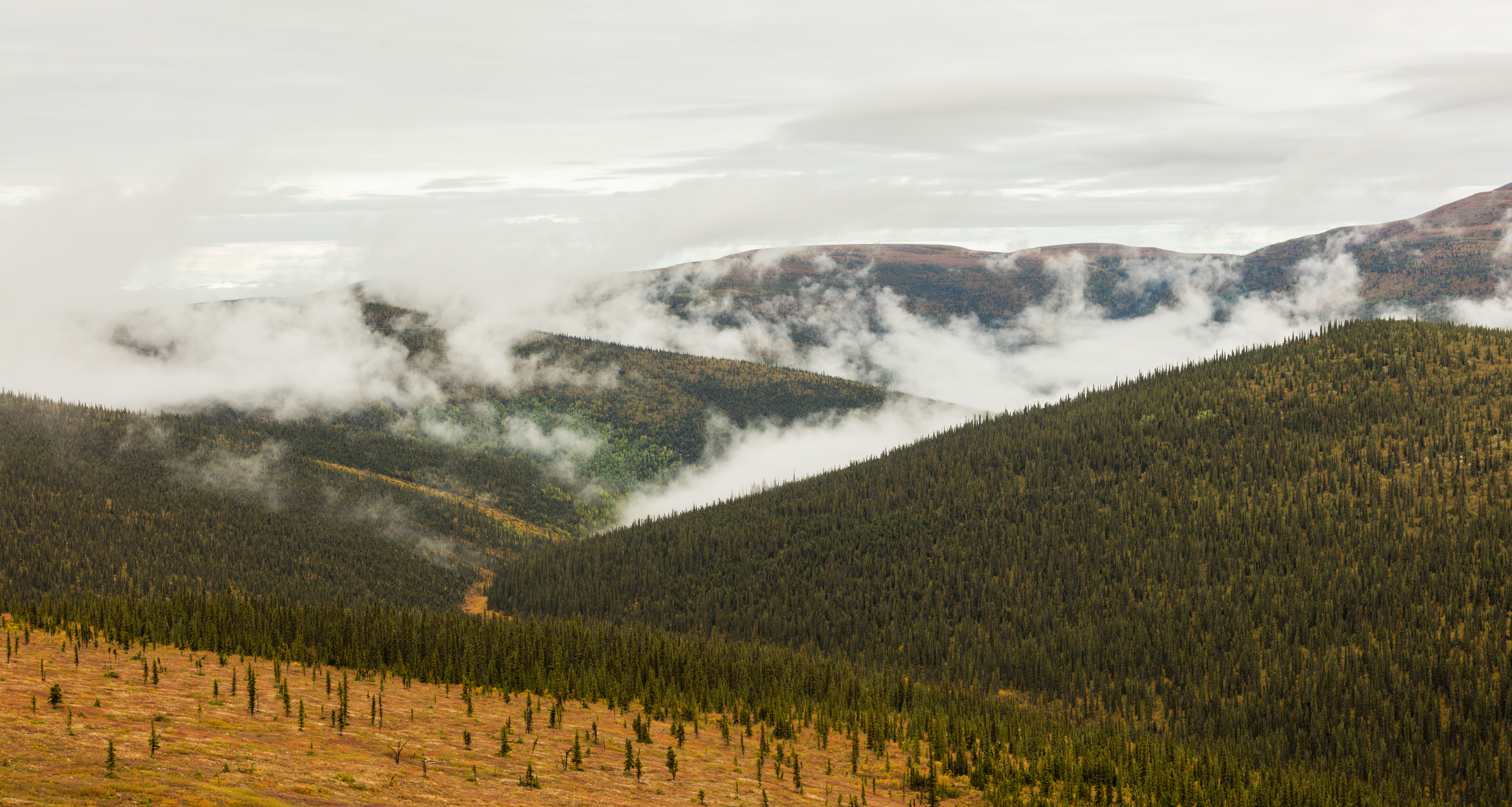
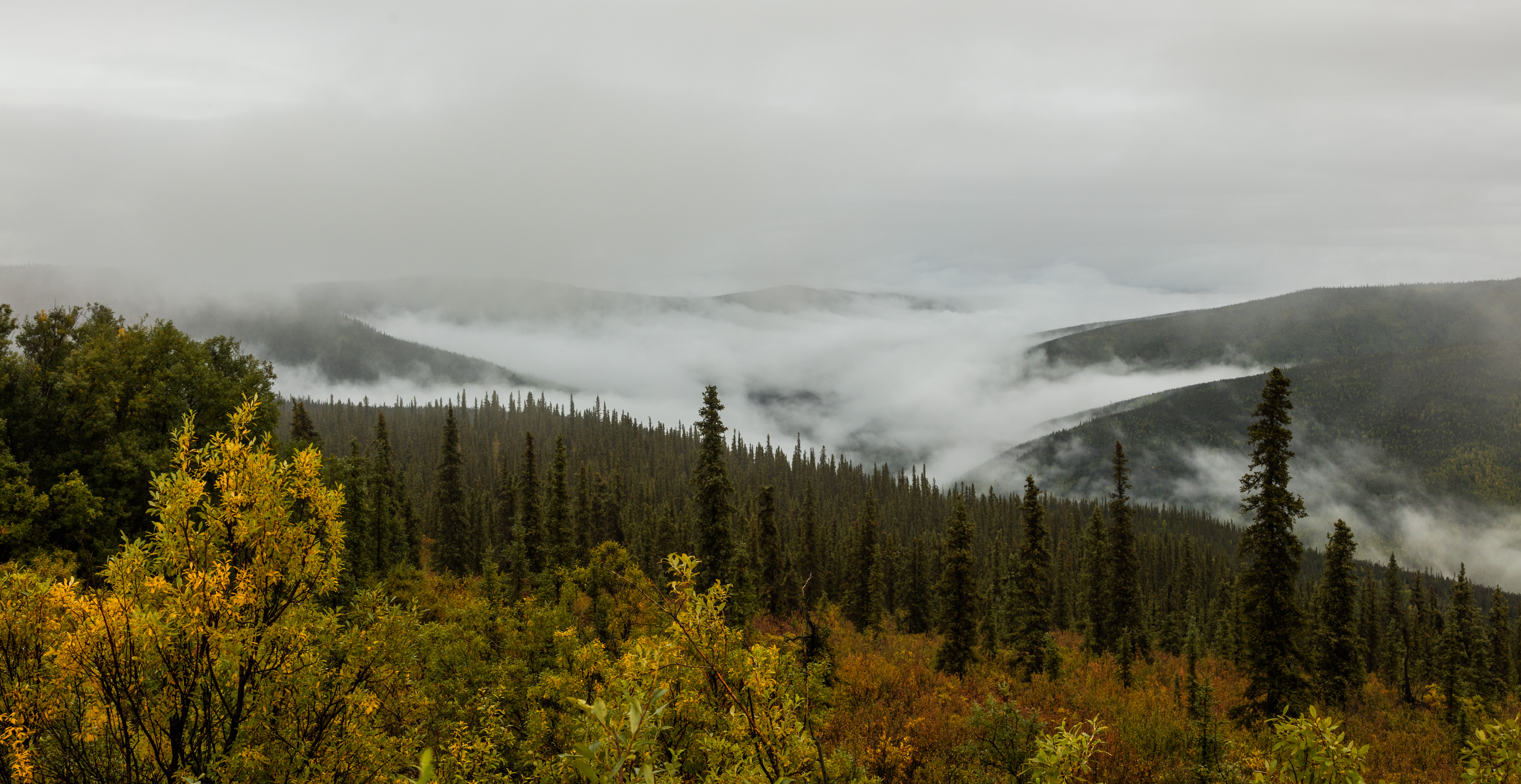
Vue au-dessus des nuages.
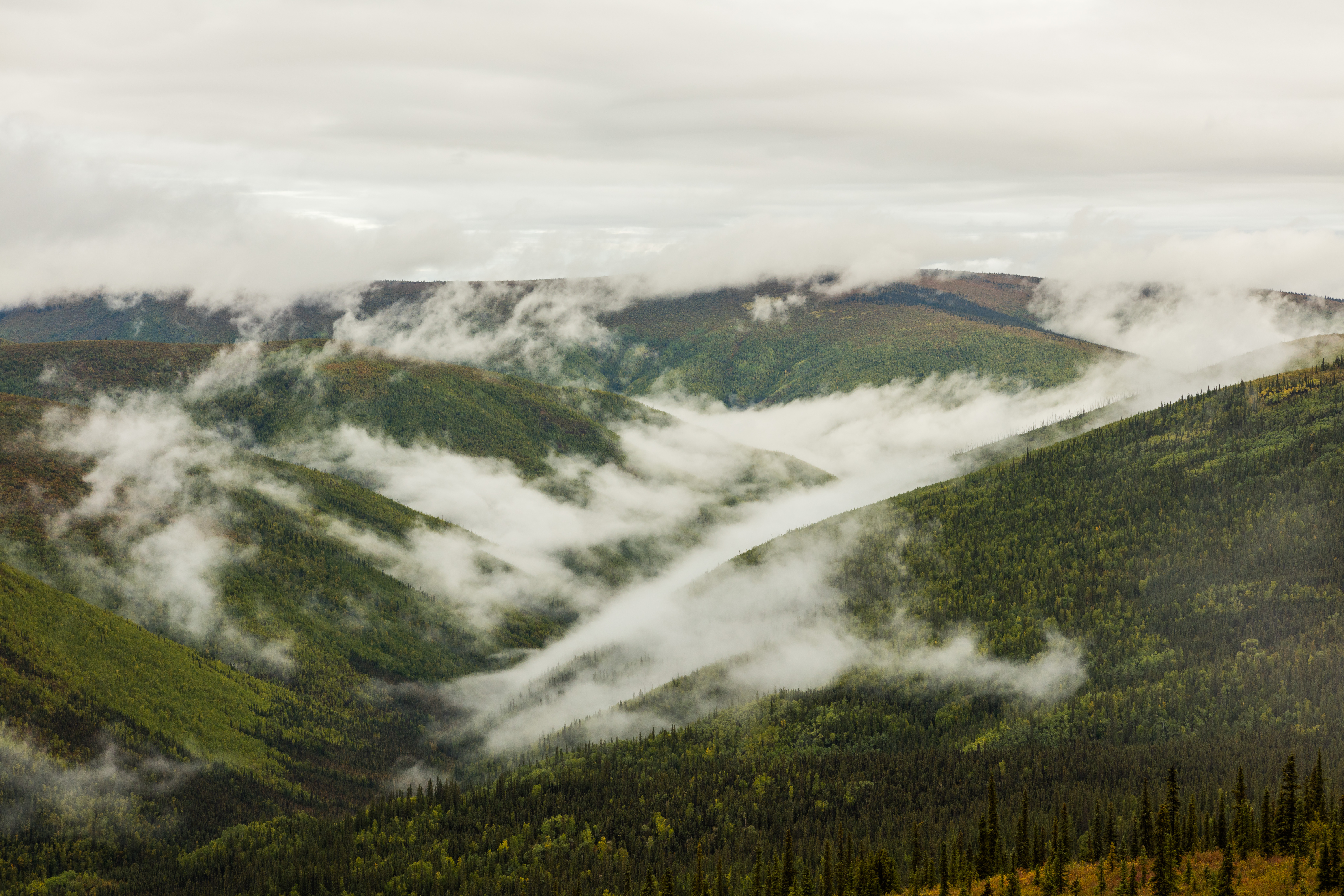
Montagnes masquées par les nuages.
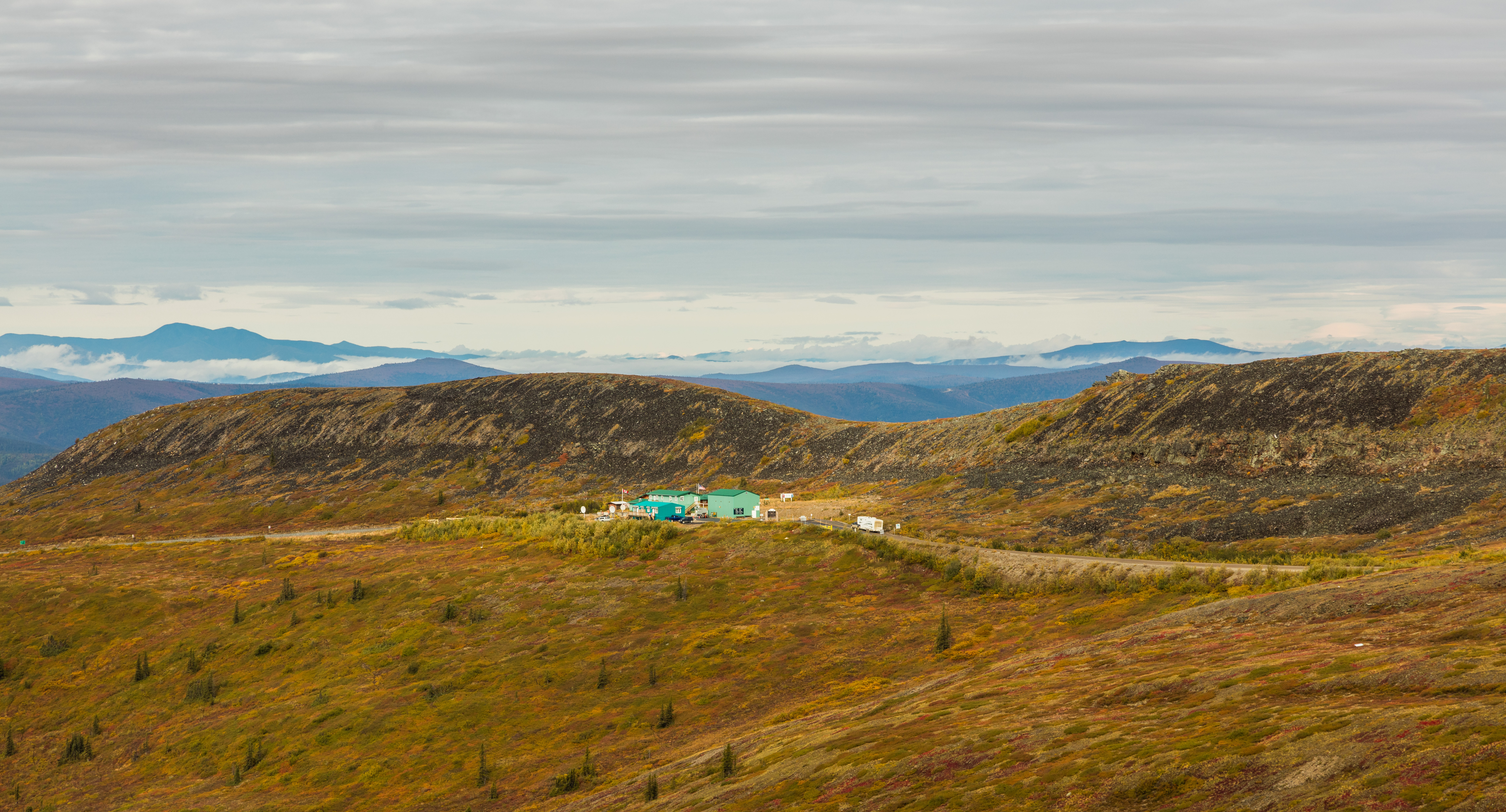
Poste-frontière entre le Yukon et l'Alaska.
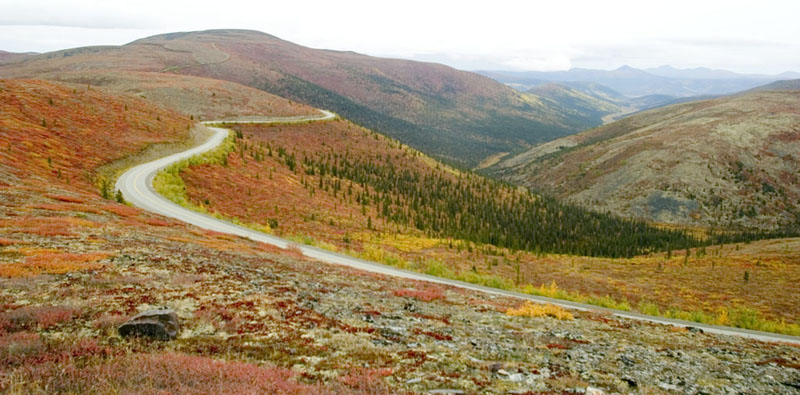
Vue d'automne depuis la route.